# Erythroecia euposis
Erythroecia euposis là một loài bướm đêm trong họ Noctuidae.